# Écozone paléarctique : plantes à graines par nom scientifique (O)

## Oc

### Oci
- Ocimum - fam. Lamiacées
  - Ocimum basilicum - Basilic

## Od

### Odo
- Odontites - fam. Scrophulariacées
  - Odontites jaubertiana - Odontitès de Jaubert
  - Odontites lutea - Odontite jaune
  - Odontites verna

- Odontospermum
  - Odontospermum aquaticum

## Oe

### Oen
- Oenanthe - fam. Composées
  - Oenanthe aquatica - Œnanthe aquatique
  - Oenanthe crocata -  Œnanthe safranée
  - Oenanthe fistulosa - Œnanthe fistuleuse
  - Oenanthe fluviatilis - Œnanthe fluviatile
  - Oenanthe lachenalii - Œnanthe de Lachenal
  - Oenanthe peucedanifolia - Œnanthe à feuilles de peucédan
  - Oenanthe pimpinelloides - Jeannette
  - Oenanthe silaifolia - Œnanthe à feuilles de silaüs

- Oenothera - fam. Onagracées
  - Oenothera ammophila
  - Oenothera biennis - Onagre
  - Oenothera glazioviana - Onagre de Lamarck
  - Oenothera laciniata
  - Oenothera missouriensis - Onagre du Missouri
  - Oenothera novae-scotiae
  - Oenothera parviflora - Onagre à petites fleurs
  - Oenothera perennis
  - Oenothera rosea - Onagre rose
  - Oenothera rubricaulis
  - Oenothera suaveolens
  - Oenothera speciosa - Onagre élégante
  - Oenothera stricta - Onagre odorante
  - Oenothera strigosa
  - Oenothera Youngii ou Oenothera tetragona - Onagre de Young

## Ol

### Ole
- Olea - fam. Oléacées
  - Olea europaea - Olivier

- Olearia
  - Olearia haastii
  - Olearia scilloniensis

## Om

### Oma
- Omalotheca - fam. Composées
  - Omalotheca norvegica
  - Omalotheca supina
  - Omalotheca sylvatica

### Omp
- Omphalodes voir Cynoglossum - Boraginacées
  - Omphalodes littoralis - Cynoglosse des dunes
  - Omphalodes scorpioides
  - Omphalodes verna

## On

### Ono
- Onobrychis - fam. Fabacées
  - Onobrychis vicifolia - Sainfoin

- Onoclea
  - Onoclea sensibilis - Onoclée sensible

- Ononis - fam. Fabacées
  - Ononis aragonensis - Bugrane d'Aragon
  - Ononis arvensis
  - Ononis campestris
  - Ononis mitissima - Bugrane sans épines
  - Ononis natrix
  - Ononis pusilla
  - Ononis reclinata
  - Ononis repens

- Onopordum - fam. Astéracées
  - Onopordum acaulon - Onopordon à tige courte
  - Onopordum acanthium - Onopordon faux-acanthe ou chardon aux ânes

- Onosma - fam. Boraginacées
  - Onosma arenaria - Orcanette des sables
  - Onosma echioides
  - Onosma graeca - Onosma

- Onosmodium
  - Onosmodium molle
    - Onosmodium molle hispidissimum

## Op

### Oph
- Ophioglossum
  - Ophioglossum lusitanicum - Ophioglosse du Portugal
  - Ophioglossum vulgatum - Ophioglosse commun ou Ophioglosse vulgaire ou « Herbe sans couture »

- Ophiopogon
  - Ophiopogon bodinieri
  - Ophiopogon brevipes
  - Ophiopogon formosanus
  - Ophiopogon giganthea
  - Ophiopogon intermedius
  - Ophiopogon jaburan
    - Ophiopogon jaburan Vittatus

  - Ophiopogon japonicus - Muguet du Japon
  - Ophiopogon longifolius
  - Ophiopogon micranthus
  - Ophiopogon minima
  - Ophiopogon planiscapus
    - Ophiopogon planiscapus Nigrescens

  - Ophiopogon spicatus, ou Liriope spicata, originaire du Japon et de l'est de la Chine.
  - Ophiopogon wallichianus

- Ophrys - fam. Orchidacées
  - Ophrys apifera - Ophrys abeille
  - Ophrys araneola - Ophrys petite araignée
  - Ophrys bertolonii
  - Ophrys bombyliflora
  - Ophrys fuciflora - Ophrys bourdon
  - Ophrys fusca - Ophrys brun
  - Ophrys incubacea - Ophrys noir
  - Ophrys insectifera - Ophrys mouche
  - Ophrys lutea - Ophrys jaune
  - Ophrys scolopax - Ophrys bécasse
  - Ophrys speculum - Ophrys miroir
  - Ophrys sphegodes - Ophrys araignée

### Opu
- Opuntia - fam. Cactacées (Cactus, 220 espèces)
  - Opuntia ficus-indica - Figuier de Barbarie, ou Cactus raquette
  - Opuntia inermis
  - Opuntia microdasys - Cactus raquette ou « Oponce »

## Or

### Orc
- Orchis - fam. Orchidacées
  - Orchis caucasica - Orchis du Caucase
  - Orchis galilaea - Orchis de Galilée
  - Orchis italica - Orchis d'Italie
  - Orchis laxiflora - Orchis à fleurs lâches
  - Orchis mascula - Orchis mâle ou Satyrion mâle
  - Orchis militaris - Orchis guerrier
  - Orchis morio - Orchis bouffon
  - Orchis punctulata - Orchis ponctué
  - Orchis purpurea - Orchis pourpre
  - Orchis simia - Orchis singe
  - Orchis stevenii - Orchis de Steven
  - Orchis ustulata - Orchis brûlé

### Ori
- Origanum - fam. Lamiacées
  - Origanum majorana - Marjolaine
  - Origanum vulgare - Origan ou Marjolaine sauvage

### Orl
- Orlaya - fam. Composées
  - Orlaya grandiflora

### Orm
- Ormenis
  - Ormenis mixta - Camomille mixte
  - Ormenis nobilis - Camomille romaine
  - Ormenis praecox - Camomille brunâtre

- Ormosia

### Orn
- Ornithogalum - fam. Hyacinthacées
  - Ornithogalum arabicum ou Ornithogalum corymbosum - Ornithogale d'Arabie
  - Ornithogalum pyrenaicum - Ornithogale des Pyrénées
  - Ornithogalum umbellatum - Ornithogale en ombelle ou « Dame de onze heures »

- Ornithopus - fam. Fabacées
  - Ornithopus compressus
  - Ornithopus perpusillus
  - Ornithopus pinnatus
  - Ornithopus sativa - Ornithope cultivé

### Oro
- Orobanche - fam. Orobanchacées
  - Orobanche major - Orobanche jaune
  - Orobanche ramosa - Orobanche rameuse
  - Orobanche uniflora

### Ort
- Orthilia - fam. Éricacées
  - Orthilia secunda - Pyrole

- Orthisiphon - fam. Lamiacées
  - Orthisiphon stamineus - Orthosiphon

## Os

### Osm
- Osmanthus
  - Osmanthus delavayi
  - Osmanthus fragans
  - Osmanthus heterophyllus
    - Osmanthus heterophyllus Gulftide
    - Osmanthus heterophyllus Variegatus

- Osmorhiza
  - Osmorhiza berteroi
  - Osmorhiza depauperata

### Ost
- Osteospermum
  - Osteospermum ecklonis - Dimorphotheca, Marguerite

- Ostrya
  - Ostrya carpinifolia
  - Ostrya virginiana - Ostryer de Virginie

## Ot

### Ota
- Otanthus - fam. Composées
  - Otanthus maritimus  - Santoline maritime

## Ox

### Oxa
- Oxalis - fam. Oxalidacées
  - Oxalis acetosella - Oxalis petite oseille
  - Oxalis cernua - Oxalis
  - Oxalis deppei - Oxalis ou « Trèfle à 4 feuilles »
  - Oxalis montana - Oxalis de montagne
  - Oxalis tetraphylla - Trèfle d'appartement à quatre feuilles

Voir aussi Plantes par nom scientifique.